# 미나미이쿠치촌
미나미이쿠치촌(일본어: 南生口村)은 일본 히로시마현 도요타군에 설치되었던 촌이다. 현재의 오노미치시에 해당한다.